# Grand Prix Formule 1 van Monaco 1974
De Grand Prix Formule 1 van Monaco 1974 werd gehouden op 26 mei 1974 in Monaco.

## Uitslag
| Positie | Nummer | Rijder               | Team              | Ronden | Tijd/Opgave             | Startplaats | Punten |
| ------- | ------ | -------------------- | ----------------- | ------ | ----------------------- | ----------- | ------ |
| 1       | 1      | Ronnie Peterson      | Lotus-Ford        | 78     | 1:58:03.7               | 3           | 9      |
| 2       | 3      | Jody Scheckter       | Tyrrell-Ford      | 78     | + 28.8                  | 5           | 6      |
| 3       | 17     | Jean-Pierre Jarier   | Shadow-Ford       | 78     | + 48.9                  | 6           | 4      |
| 4       | 11     | Clay Regazzoni       | Ferrari           | 78     | + 1:03.1                | 2           | 3      |
| 5       | 5      | Emerson Fittipaldi   | McLaren-Ford      | 77     | + 1 Ronde               | 13          | 2      |
| 6       | 28     | John Watson          | Brabham-Ford      | 77     | + 1 Ronde               | 23          | 1      |
| 7       | 26     | Graham Hill          | Lola-Ford         | 76     | + 2 Ronden              | 21          |        |
| 8       | 27     | Guy Edwards          | Lola-Ford         | 75     | + 3 Ronden              | 26          |        |
| 9       | 4      | Patrick Depailler    | Tyrrell-Ford      | 74     | + 4 Ronden              | 4           |        |
| NF      | 15     | Henri Pescarolo      | BRM               | 62     | Versnellingsbak         | 27          |        |
| NF      | 2      | Jacky Ickx           | Lotus-Ford        | 34     | Motor                   | 19          |        |
| NF      | 12     | Niki Lauda           | Ferrari           | 32     | Ontsteking              | 1           |        |
| NF      | 24     | James Hunt           | Hesketh-Ford      | 27     | Aandrijving             | 7           |        |
| NF      | 33     | Mike Hailwood        | McLaren-Ford      | 11     | Ongeluk                 | 10          |        |
| NF      | 7      | Carlos Reutemann     | Brabham-Ford      | 5      | Ophanging               | 8           |        |
| NF      | 37     | François Migault     | BRM               | 4      | Ongeluk                 | 22          |        |
| NF      | 22     | Vern Schuppan        | Ensign-Ford       | 4      | Ongeluk                 | 25          |        |
| NF      | 9      | Hans Joachim Stuck   | March-Ford        | 3      | Botsing                 | 9           |        |
| NF      | 14     | Jean-Pierre Beltoise | BRM               | 0      | Botsing                 | 11          |        |
| NF      | 6      | Denny Hulme          | McLaren-Ford      | 0      | Botsing                 | 12          |        |
| NF      | 20     | Arturo Merzario      | Iso Marlboro-Ford | 0      | Botsing                 | 14          |        |
| NF      | 10     | Vittorio Brambilla   | March-Ford        | 0      | Botsing                 | 15          |        |
| NF      | 16     | Brian Redman         | Shadow-Ford       | 0      | Botsing                 | 16          |        |
| NF      | 18     | Carlos Pace          | Surtees-Ford      | 0      | Botsing                 | 18          |        |
| NF      | 23     | Tim Schenken         | Trojan-Ford       | 0      | Botsing                 | 24          |        |
| NS      | 30     | Chris Amon           | Amon-Ford         | 0      |                         | 20          |        |
| NS      | 19     | Jochen Mass          | Surtees-Ford      | 0      | Geen reserve onderdelen | 17          |        |
| NQ      | 8      | Rikky von Opel       | Brabham-Ford      |        |                         |             |        |

## Statistieken
| Pole-position | Niki Lauda      | Ferrari    | 1:26.3 |
| Snelste ronde | Ronnie Peterson | Lotus-Ford | 1:27.9 |

## Noot
- Dit was de honderdste Grand Prix-start voor een Duitse coureur.
- Dit was de eerste podiumplaats voor Jean-Pierre Jarier.
- Vijfde podiumplaats voor een Zuid-Afrikaanse coureur.
- Dit was de vijfde Grand Prix-winst voor Ronnie Peterson.

1929 · 1930 · 1931 · 1932 · 1933 · 1934 · 1935 · 1936 · 1937 · 1948 · 1950 · 1955 · 1956 · 1957 · 1958 · 1959 · 1960 · 1961 · 1962 · 1963 · 1964 · 1965 · 1966 · 1967 · 1968 · 1969 · 1970 · 1971 · 1972 · 1973 · 1974 · 1975 · 1976 · 1977 · 1978 · 1979 · 1980 · 1981 · 1982 · 1983 · 1984 · 1985 · 1986 · 1987 · 1988 · 1989 · 1990 · 1991 · 1992 · 1993 · 1994 · 1995 · 1996 · 1997 · 1998 · 1999 · 2000 · 2001 · 2002 · 2003 · 2004 · 2005 · 2006 · 2007 · 2008 · 2009 · 2010 · 2011 · 2012 · 2013 · 2014 · 2015 · 2016 · 2017 · 2018 · 2019 · 2020 · 2021 · 2022 · 2023 · 2024 · 2025